# Gregori Maians i Siscar
Gregori Maians i Siscar (Oliva, 1699 - València, 1781) va ser un erudit, historiador, lingüista i polígraf valencià, típic representant de la primera Il·lustració espanyola.
Va estudiar llatí, retòrica, dret i filosofia. Va tenir amistat amb autors com Tosca, Coratjà i Íñigo, i amb humanistes. Va guanyar la càtedra de Dret a la Universitat de València i va defensar moltes reformes (la veritat davant l'autoritat, superar l'escolàstica i la història crítica). Va rebutjar el barroc decadent. Va viure a Madrid en ser nomenat bibliotecari reial. Per causa de la persecució de la cultura i llengua catalanes, es va centrar en l'estudi de la literatura, el dret i l'humanisme castellans. Després va abandonar la cort i realitzà una intensa activitat intel·lectual des d'Oliva, mitjançant la correspondència, amb personalitats culturals de l'època. El seu germà Joan Antoni Maians i Siscar fou continuador de la seva obra.

## Biografia
El seu pare, Pasqual Maians, va lluitar en el bàndol austriacista en la Guerra de Successió espanyola i va acompanyar l'arxiduc Carles a Barcelona el 1706; això li suposaria una certa marginació ulterior al seu fill a l'Espanya dels Borbons. Fins a 1713, quan torna a Oliva, va estudiar amb els jesuïtes de Cordelles, però ja en el poble natal el seu avi, l'advocat Joan Siscar, l'incita a l'estudi del dret. El cursa a la Universitat de València, on tracta els novatores més destacats: Tomàs Vicent Tosca, Joan Baptista Coratjà i Baltasar Íñigo, que li faciliten lectures essencials en la seua formació, com Locke i Descartes.
El 1719, va a la Universitat de Salamanca per aprofundir els estudis de dret. Un dels seus professors, Borrull, el posa en contacte amb l'hel·lenista Manuel Martí, degà alacantí, que serà el seu mentor i guia de lectures clàssiques, tant espanyoles com llatines o gregues, i que canalitzarà la seua vocació cap a les humanitats, inclinant-lo a l'estudi del Renaixement i els humanistes espanyols del XVI: Antonio de Nebrija, Benito Arias Montano, fra Luis de Granada i fra Luis de León, Francisco Sánchez de las Brozas el Brocense, Joan Lluís Vives, sant Joan de la Creu, Teresa d'Àvila, Miguel de Cervantes, etc. Tota la seua vida es consagrarà a recuperar aquesta tradició, que el gust il·lustrat considerava dilapidada o oblidada per l'Espanya del barroc.
Va guanyar la càtedra del Codi Justinià de la Universitat de València, però els seus col·legues de la Facultat de Dret el van assetjar contínuament. Després d'un pamflet en llatí contra els seus detractors, va publicar el 1725 l'Oración en alabanza de las obras de D. Diego Saavedra Fajardo i el 1727 l'Oración en la que exhorta a seguir la verdadera idea de la elocuencia española, en què critica els excessos barrocs i pondera la senzillesa hispana i àtica dels fra Lluïsos, Vives o el Brocense. Viatja a Madrid en aquest any, on l'acullen amb afecte el director de la Reial Acadèmia Espanyola (Mercurio Antonio López Pacheco, marquès de Villena), i el bibliotecari reial (Juan de Ferreras). Es carteja amb Benito Jerónimo Feijoo, però trencarà amb ell, igual que amb el pare Enrique Flórez, per la presumpta superficialitat dels seus coneixements.

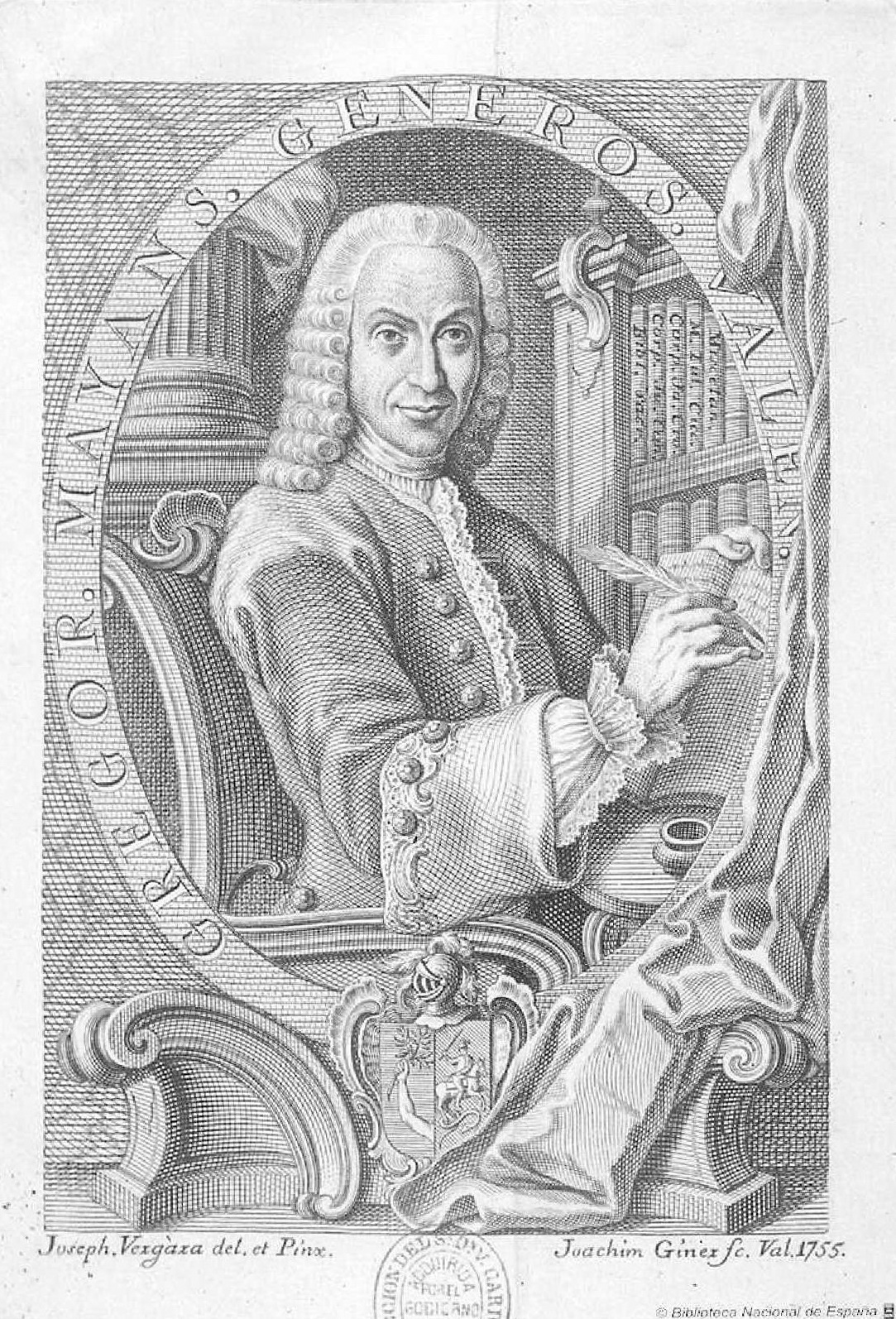
Gravat

Va defensar en aquells dies la reforma dels estudis jurídics en el sentit de disminuir la preponderància del dret romà i augmentar l'atenció sobre el dret autòcton espanyol, nus d'una reforma general de l'educació que exposarà més tard, sense fruit, al ministre José Patiño. En aquesta ocasió recomanava, per exemple, que el llatí s'ensenyara en llengua vulgar i que es fonamentara en l'estudi dels autors clàssics i no en el llatí eclesiàstic, opinió que ja va sostenir l'humanista espanyol del segle xvi Pedro Simón Abril.
El 1730, després de perdre en favor d'Arbuixerch la pabordia de la universitat valenciana, oposicions en les quals es van barrejar insídies polítiques de borbònics i austriacistes, foralistes i antiforalistes i, naturalment, les enveges i rancors suscitades entre els seus col·legues per Maians, va marxar a Madrid, on va aconseguir el càrrec de bibliotecari regi. Allà va editar el 1732 el seu Epistolarum libri sex, que li va obrir les portes entre els humanistes de mig Europa, i el 1733 el seu Orador cristiano. Durant set anys va ser oficial de la Biblioteca Reial.
L'any 1740, es va retirar a la seua Oliva natal per dedicar-se als seus estudis i investigacions, però va continuar sostenint una activíssima correspondència intel·lectual amb erudits espanyols i estrangers, tant en llatí com en castellà. El 1737, envia la Carta dedicatòria al ministre Patiño amb un ambiciós pla de renovació acadèmica i cultural d'Espanya que ni tan sols va rebre resposta. Retirat a Oliva, es casa amb una cosina, Margarita Pascual; funda el 1742 l'Acadèmia Valenciana «dedicada a recollir i il·lustrar les memòries antigues i modernes, pertanyents a les coses d'Espanya». La seua censura de l'España primitiva de F. Javier de la Huerta y Vega, «fábula indecorosa y opuesta a las verdaderas glorias de España», el va enemistar amb les Acadèmies de la Història i de la Llengua. La seua edició de la Censura de historias fabulosas de Nicolás Antonio va enfrontar l'Acadèmia Valenciana amb la Inquisició. En arribar Ferran VI al tron, el ministre Ensenada el va rescatar del retir forçat i, totalment reivindicat per Carles III, el va nomenar alcalde de casa y corte. Aquest li encarrega, després de l'expulsió dels jesuïtes (1767), un nou pla d'educació que els rectors universitaris van trossejar i arruïnar sense pietat. Va ser soci de la Reial Societat Econòmica d'Amics del País de València, en la qual va ingressar l'any 1776. A Oliva i València, el continuen visitant vells i nous il·lustrats: el metge valencià i filòsof eclèctic Andreu Piquer, Francesc Pérez Bayer, Muñoz, Cerdà i Rico, Cavanilles, Blasco, etc. Va dedicar els seus últims anys a preparar l'edició de l'Obra completa del seu adorat Joan Lluís Vives, però el va sorprendre la mort ja octogenari el 1781.
A banda de les obres ja citades, va editar les Advertencias a la historia del padre Mariana del marquès de Mondéjar i les obres d'Antonio Agustín. Va admirar especialment Ambrosio de Morales i Páez de Castro. Va col·laborar en el Diario de los Literatos amb el pseudònim de «Plácido Veranio». Va publicar uns monumentals Orígenes de la lengua española (1737), en què va treure a la llum per primera vegada el Diálogo de la lengua de Juan de Valdés; a més, va reimprimir dues vegades les Reglas de Ortographía d'Antonio de Nebrija i va compondre una Rhetórica (1757), que és també una interessant antologia de la literatura espanyola i una anàlisi insuperable de la prosa castellana fins que va arribar el Teatro de la elocuencia española de Capmany. A ell es deu també la primera biografia de Miguel de Cervantes, impresa el 1738.
Mantingué correspondència amb nombroses personalitats de la seua època, com ara el bisbe Climent, al qual manifestà les seues inquietuds al 1768:
| « | Celebro mucho que V. S. Ilma. vaya introduciendo la lengua castellana para que los catalanes se aficionen a los buenos libros que ella tiene, pero siempre es necessaria la conservación de la catalana para la inteligencia de las leyes, escritos antiguos i libros; i para entender mejor la Dotrina Christiana, pues en nuestro reino ai muchos que la aprenden en castellano, i no la entienden porque no saben la lengua extraña como la nativa. | » |

## Obres destacades
- De crítica literària i filologia: Vida de Miguel de Cervantes (1737); Orígenes de la lengua española.
- Una edició de les Opera omnia de Lluís Vives.